# 浜松市立元城小学校
浜松市立元城小学校（はままつしりつ もとしろしょうがっこう）は、静岡県浜松市中区（現：中央区）元城町に位置していた公立小学校。開校は1873年（明治6年）で、浜松市内の小学校で最も長い歴史を持っていた。

## 概要
- 浜松城跡地に所在し、浜松市役所・浜松城公園に隣接していた。
- 学校区の町数は18町で、当時浜松市内の小学校で最も多かった。
- 長い歴史があり市街地中心に位置していた当校は、卒業生の愛着や地域住民の関心が高かった。
- 公立の小学校でありながら、以前より学区外通学の児童が多く在籍する学校であった。
- 後年は少子化や市街地のドーナツ化現象により、児童数が大きく減少していた。
- 2009年（平成21年）より他学校区から入学・転学が可能な小規模特認校に指定されていた。
- 2017年（平成29年）4月、近隣の中部中学校及び北小学校との統合により閉校した。中学校所在地に小中一貫校開校（一貫校全体の呼称は「浜松中部学園」、小学校名は「浜松市立中部小学校」[1]）が開校。
- 閉校後は校舎の解体工事が行われ、浜松城関係の遺跡発掘調査が行われている[2]。2023年（令和5年）1月22日から2024年（令和6年）1月14日まで『どうする家康』大河ドラマ館が跡地に開館していた[3]。大河ドラマ館閉館後は、跡地を葵広場として暫定的に開放している[4]。

## 沿革
- 1873年（明治6年） 5月- 浜松城が廃され、大手門近くの侍屋敷跡に「第一番小学校」として開校
- 1876年（明治9年） - 浜松尋常小学校に改称
- 1898年（明治31年） - 浜松高等尋常小学校に改称
- 1922年（大正13年） - 浜松女子尋常小学校を併合
- 1923年（大正14年） - 浜松元城尋常高等小学校に改称
- 1930年（昭和5年)　- 野球部　第11回全国少年野球優勝大会A組（高等科）の部で優勝　1-0 大分工　東京戸塚球場
- 1931年（昭和6年）- 野球部　第12回全国少年野球優勝大会A組の部でニ連覇達成　6-0 兵庫生野　東京戸塚球場
- 1935年（昭和11年） - 城北小学校創立の為、高等科男子部が移管
- 1941年（昭和16年） - 浜松元城国民学校に改称
- 1945年（昭和20年） - 空襲によって校舎が焼失
- 1943年（昭和23年） - 現在地（町立浜松商業学校の跡地）に元城小学校として再建
- 2013年（平成25年）11月 - 創立140周年記念式典開催
- 2017年（平成29年）3月 - 中部中学校及び北小学校と統合し閉校

## 学校区
- 学校区は基本的に浜松駅前から浜松市役所までの市街地から成った。
- 学区となっていた町は、旭町、鍛冶町、千歳町、大工町、肴町、神明町、連尺町、利町、松城町、元城町、元目町、池町、伝馬町、尾張町、紺屋町、田町、北田町、常盤町(新川以西)の18町。
- 上記学校区以外に平成21年より特認校指定を受け、学区外入学や転学が可能であった。

## 著名な出身者
- 木下恵介（映画監督）
- 井上靖（作家）
- 中島敦（小説家）
- 鷹野つぎ（小説家）
- 坂本太郎（歴史学者、文化勲章受章）
- 吉田知子（作家）
- 中村與資平（建築家）
- 大野木浜市（元アマチュア野球選手。高校野球で活躍し、1933年夏の大会で延長25回の試合において、決勝点を挙げた。）
- 大友一明（元プロ野球選手。大東京軍、ゴールドスター等でプレー。）
- 松井栄造（元アマチュア野球選手。早稲田大学野球部でエース投手として活躍。1943年、中国にて戦死。）
- 遠藤忠二郎（元プロ野球選手。早稲田大学中退、大東京、セネタース等で投手としてプレー。戦死）
- 小楠勝仁（元アマチュア野球選手。早稲田大学野球部正捕手、遠藤とは小学校と中学校で同期。）
- 森田定雄（元プロ野球選手。岐阜商業全国優勝メンバーで松井栄造は小学校の先輩、阪急。）